# Ludovisi (rione)

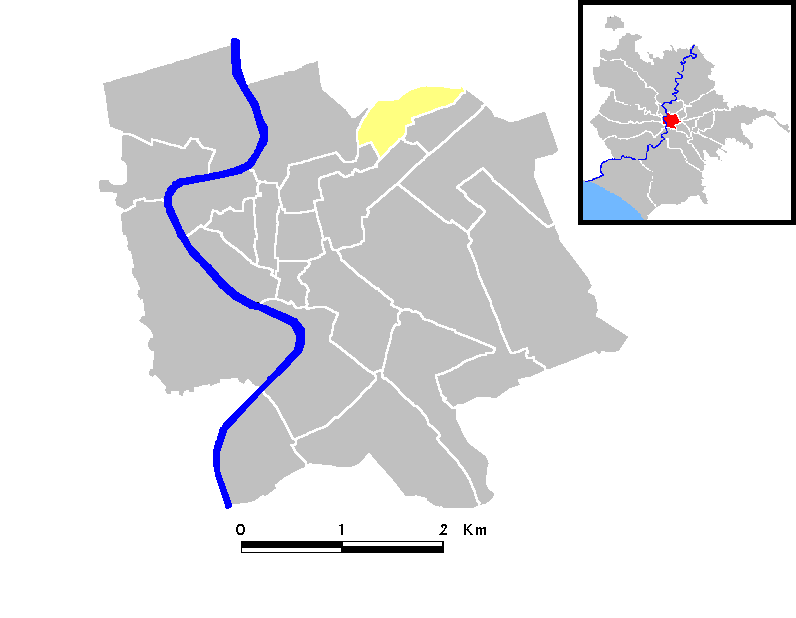
Ludovisi (rione)

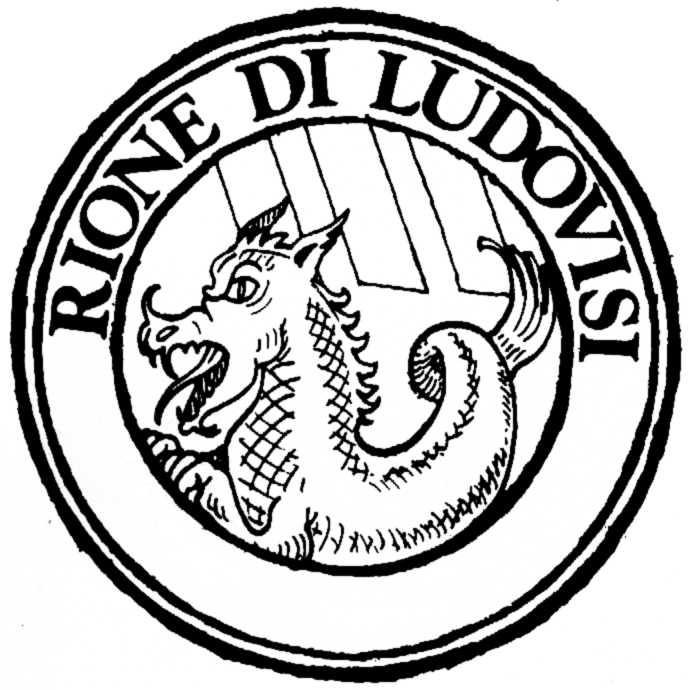
Znak rione Ludovisi

Ludovisi je XVI. římská městská část (rione). Leží na jižním svahu Pincia.

## Historie
Roku 1886 prodal kníže z Piombina rozsáhlou Villu Ludovisi městu Řím, a zde pak vznikla nová obytná čtvrť.

## Znak
Jedná se o znak rodiny Boncompagni-Ludovisi. Tvoří jej drak a tři diagonální, zlaté pruhy.

## Památky
- Santa Maria Immacolata a via Veneto
- Sant'Isidoro a Capo le Case
- San Patrizio a Villa Ludovisi
- Santa Maria Regina dei Cuori
- Santissimo Redentore e Santa Francesca Saverio Cabrini
- San Marone
- Corpus Christi
- Sant'Andrea di Grecia
- San Lorenzo da Brindisi
- San Giuseppe Calasanzio
- Porta Pinciana
- Fontána delle Api